# Vorupør
Vorupør è un socken nel distretto di Thy sulla costa del mare del Nord nella penisola dello Jutland in Danimarca. Il più grande insediamento, a nord, Nørre Vorupør, aveva una popolazione di 591 abitanti (1 gennaio 2014) mentre Sønder Vorupør, 2 km più a sud, ne aveva solo 44. Vorupør è situato nella municipalità di Thisted nella regione dello Jutland settentrionale.
Mentre, in passato, l'occupazione tradizionale era la pesca, oggi è principalmente una località turistica su piccola scala, nota per le sue spiagge, la natura e la relativa incontaminazione, rispetto ad altre località. Vorupør si trova nel mezzo del Parco nazionale Thy che è stato inaugurato nel 2008, tuttavia, le vaste dune e brughiere che circondano il paese sono aree protette da alcuni decenni.

## Pesca

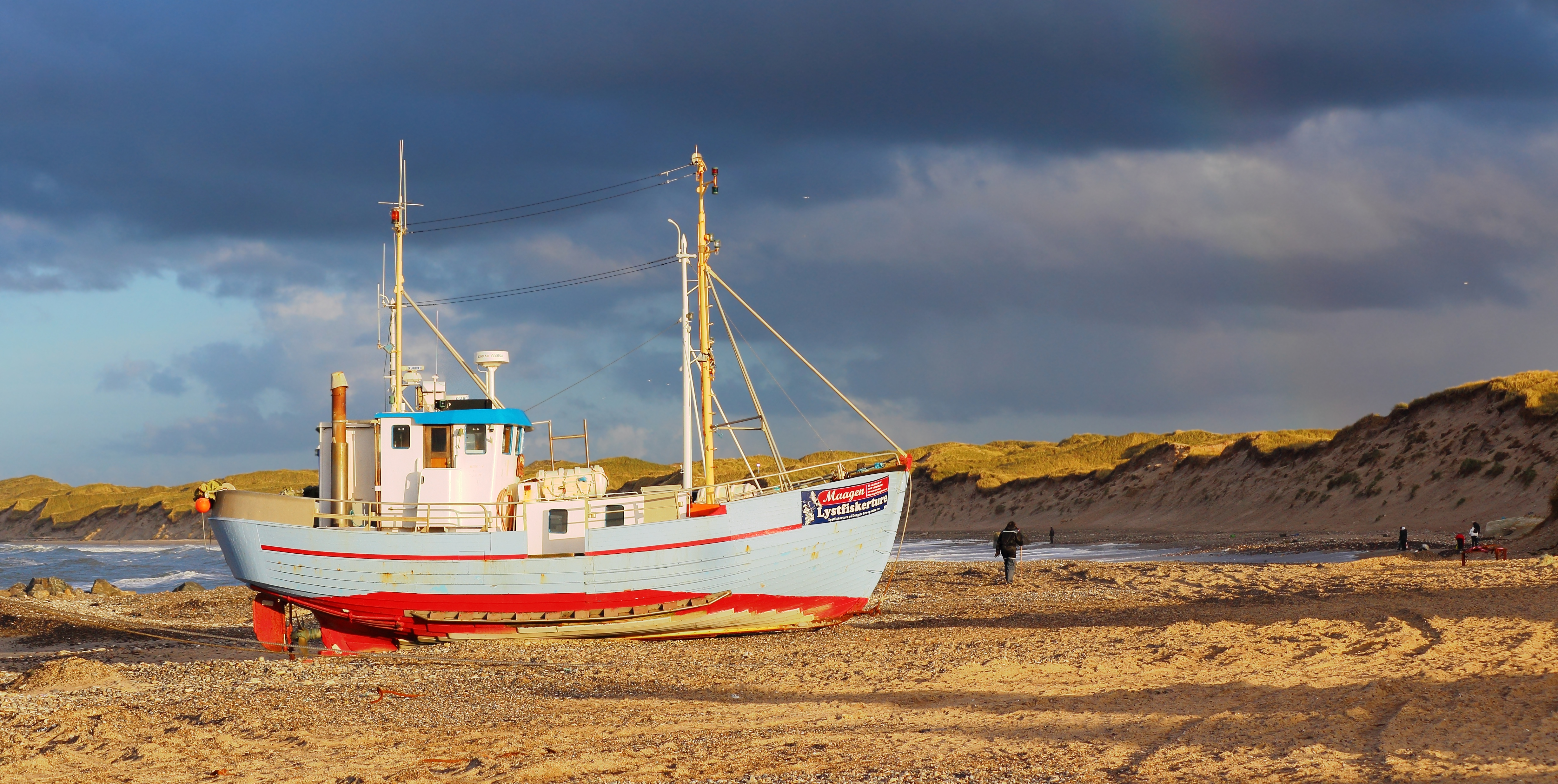
La barca da pesca Maagen sulla spiaggia.

Come in altre comunità costiere danesi, la pesca praticata a tempo pieno è andata diminuendo fino a scomparire. L'ultima barca costiera gestita professionalmente ha sospeso l'attività nel 2010, ma esistono ancora barche che vengono utilizzate per la pesca praticata dai turisti. La maggior parte della pesca era tradizionalmente praticata col palamito, in particolare al merluzzo. Oggi vengono utilizzate piccole imbarcazioni per la pesca a tempo parziale. La pesca con barche poco profonde, costruite per il trascinamento sulla spiaggia aperta, era precedentemente praticata in molte zone dello Jutland settentrionale, ma oggi esiste solo a Vorupør, a Lild Strand e più intensamente a Thorup Strand.
Il molo di Vorupør venne costruito nel 1908 per proteggere le barche ormeggiate in quel luogo. La punta del molo è il punto più remoto da Copenaghen, all'interno della Danimarca, ad esclusione delle isole Fær Øer e della Groenlandia. Vorupør ha una stazione di salvataggio costiera gestita dall'Amministrazione di sicurezza marittima danese.

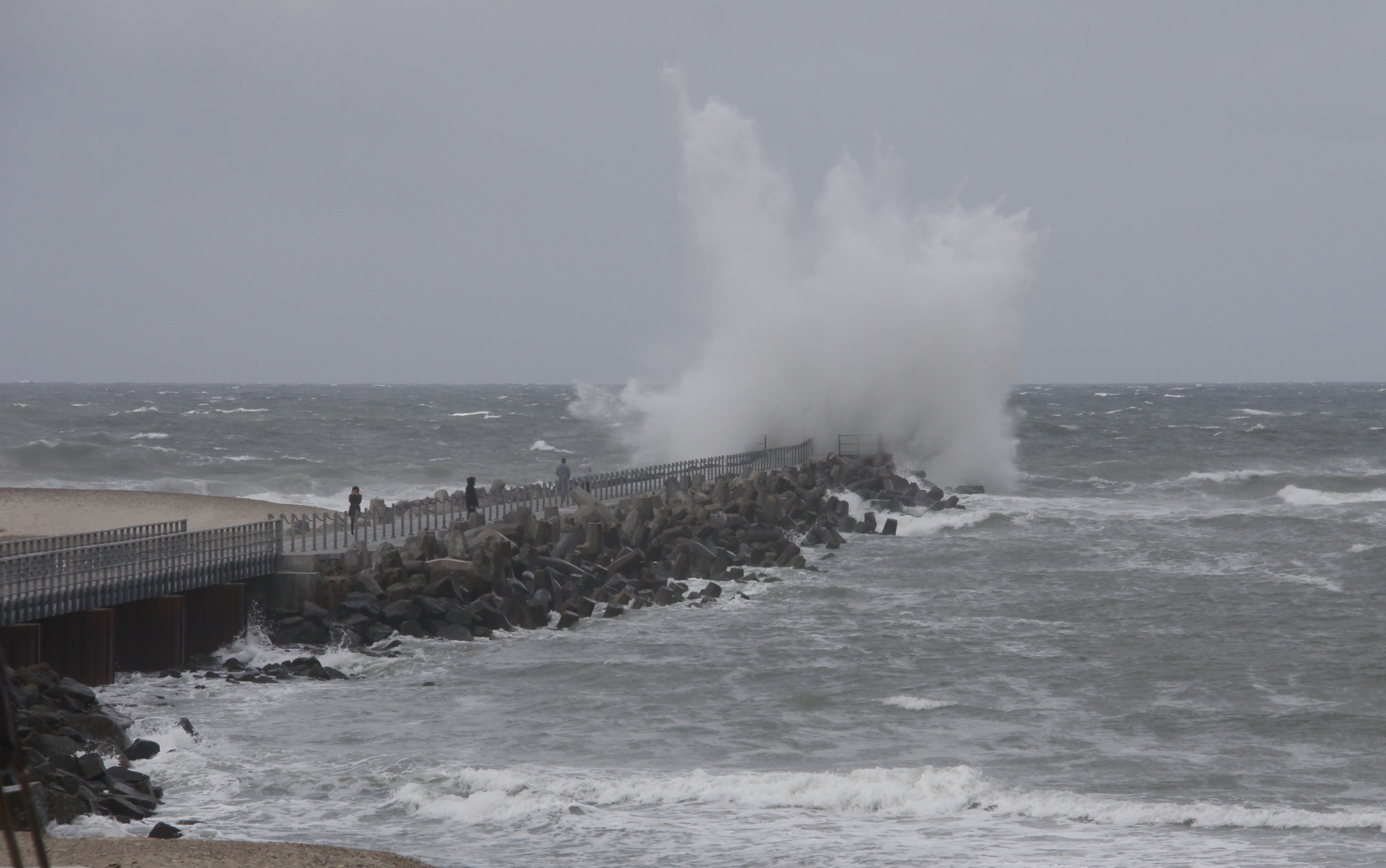
Il molo di Vorupør durante una mareggiata.

Nel 1887 i pescatori locali fondarono Fiskercompagniet, la prima cooperativa di pescatori al mondo. Questa iniziativa locale fu ispirata dal movimento cooperativo danese, che era molto più diffuso tra gli agricoltori, e in qualche misura tra i lavoratori urbani. Esso si basò originariamente su regole fortemente cristiane, che riflettevano la religiosità della comunità.